# 光华路街道 (南京市)
光华路街道，是中国江苏南京秦淮区下属的一个街道办事处。面积13.33平方公里，人口25317人（2004年统计）。
该街道原名石门坎镇，原属雨花台区，1995年划归白下区，2003年改制为街道办事处，改名光华路街道，2013年改属秦淮区。目前，该街道下辖11个居民委员会：
居委会：海福巷、銀龍翠苑、戎苑、庆华、四方新村、银龙花园、高桥、银龙南苑、银龙东苑、紫金。

## 资料来源
- 中国行政区划·白下区
- 2011年統計用區劃代碼和城鄉劃分代碼：光華路街道[永久]中華人民共和國國家統計局